# Kuloj (Bijelo more)
Kuloj (rus. Кулой) je rijeka u Pinežskom i Mezenskom rajonu Arhangelske oblasti u Rusiji. Duga je 235 km, s površinom porječja od 19000 km2. Glavni pritoci Kuloja su Kjolda (lijevi), Nemnjuga (desni) i Sojana (lijevi). U gornjem toku, Kuloj je poznat kao Sotka; ukupna duljina Sotke i Kuloja je 350 km. Ušće mu se nalazi u Mezenskom zaljevu Bijelog mora.
U donjem toku, Sotka se približava srednjem toku Pinege i prolazi nekoliko kilometara od Pinege. Na ovom mjestu, blizu naselja Pinega, izgrađen je kanal Kuloj-Pinega 1926.–1928., no danas je kanal prilično zapušten. Nizvodno od spoja na kanal, rijeka je poznata kao Kuloj; a uzvodno kao Sotka. Donjih 208 km toka Kuloj, nizvodno od sela Kulogori, su plovni; tok uz kanal više nije plovan. Na Kuloju nema putničkog prometa.
Porječje rijeke Kuloj obuhvaća gotovo cijelo područje na sjeveroistoku Arhangelske oblasti između Bijelog mora i rijeka Mezen i Pinega. Ovo područje se prostire na pet rajona: Pinežski, Mezenski, Primorski i manja područja u Lešukonskom i Holmogorskom rajonu.
Od spojan na kanal, Kuloj teče prema sjeveru, prelazi iz Pinežskog rajona u Mezenski rajon, gdje s desne strane prima Nemnjugu. Ispod ušća Sojane, dolina Kuloja počinje se širiti i pretvara se u estuarij, koji skreće prema sjeveroistoku i ulazi u Mezenski zaljev. Selo Dolgoščelje nalazi se na desnoj obali estuarija.

## Povijest
Područje su naseljavali Ugro-finski narodi, a zatim ga je kolonizirala Novgorodska Republika. U 13. stoljeću novgorodski trgovci već su stigli do Bijelog mora. Kuloj su novgorodski trgovci koristili kao trgovačku rutu do porječja Pečore. Iz Sjeverne Dvine išli su uzvodno Pinegom i brodovima kopnom došli do Kuloja na mjestu gdje se sada nalazi kanal. Brodovi su zatim prevezeni iz Kuloja u Mezen.
Selo Dolgoščelje, u estuariju Kuloja, povijesno je pomorsko ribarsko selo. 